# Georg Vest
Georg Erland Larsen Vest (født 18. juli 1896 i Brarup, død 6. december 1977 i Nykøbing Falster) var en dansk gymnast, som deltog i OL 1920.

## Gymnastikkarriere
Sammen med 23 andre danske deltagere deltog han i gymnastikdisciplinen svensk system for hold ved OL 1920 i Antwerpen. Holdet var sikret medalje på forhånd, da kun tre nationer stillede op. Sverige vandt guld med 1.363.833 point, Danmark fik 1.324.833, mens hjemmeholdet fra Belgien vandt bronze med 1.094.000 point.